# Fiat Barchetta
De Fiat Barchetta, spreek uit bar-ket-ta, is een kleine roadster van Fiat op basis van de Punto. Hij werd gebouwd van 1995 tot 2005.
De Fiat Barchetta was vanaf het begin in diverse kleuren verkrijgbaar en niet zoals ten onrechte wordt beweerd alleen verkrijgbaar in oranje.
Barchetta betekent bootje. Deze term komt uit de geschiedenis van tweezits sportwagens.
In 2001 heeft Fiat het uiterlijk van de Barchetta enigszins aangepast. De meest in het oog springende wijziging betreft het toevoegen van een derde remlicht op de kofferbak. In 2003 gaf Fiat de Barchetta een uitgebreidere facelift, bestaande uit een nieuw front, nieuwe voor- en achterbumpers en andere uiterlijke details.
Er zijn verschillende special edition-versies uitgebracht.

## Technische specificaties
- Motor: 1.8 DOHC 16V VFD
- Cilinderinhoud: 1747 cc
- Maximaal vermogen: 96 kW/131 pk bij 6300 tpm
- Maximaal koppel: 164 Nm bij 4300 tpm
- Cilinders: 4 in lijn
- Kleppen/cilinder: 4
- Brandstof: benzine
- Brandstofsysteem: sequentiële multipoint-injectie
- Topsnelheid: 200 km/u (fabrieksopgave)
- Ledig gewicht: 1060 kg
- 0–100 km/u: 8,7 s